# Medalha Carl-Gustaf Rossby
A Medalha Carl-Gustaf Rossby (em inglês:  Carl-Gustaf Rossby Research Medal) é a condecoração mais significativa para ciência atmosférica da Sociedade Meteorológica Estadunidense. Sua denominação é uma homenagem a Carl-Gustaf Rossby, pioneiro da meteorologia e oceanografia, que foi o segundo a ser laureado com a medalha, em 1953.

## Denominações anteriores
A medalha foi denominada inicialmente Award for Extraordinary Scientific Achievement. Em 1958 passou a ser denominada The Carl-Gustaf Rossby Award for Extraordinary Scientific Achievement, e após 1963 recebeu sua denominação atual.

## Laureados
- 1951: Hurd Curtis Willett
- 1953: Carl-Gustaf Rossby
- 1955: Jerome Namias
- 1956: John von Neumann
- 1960: Jacob Bjerknes e Erik Palmén
- 1961: Victor P. Starr
- 1962: Bernhard Haurwitz
- 1963: Harry Wexler
- 1964: Jule Gregory Charney
- 1965: Arnt Eliassen
- 1966: Zdenek Sekera
- 1967: Dave Fultz
- 1968: Verner Suomi
- 1969: Edward Lorenz
- 1970: Hsiao-Lan Kuo
- 1971: Norman A. Phillips
- 1972: Joseph Smagorinsky
- 1973: Christian E. Junge
- 1974: Heinz H. Lettau
- 1975: Charles H. B. Priestley
- 1976: Hans A. Panofsky
- 1977: Akio Arakawa
- 1978: James W. Deardorff
- 1979: Herbert Riehl
- 1980: Sean A. Twomey
- 1981: Roscoe R. Braham, Jr.
- 1982: Cecil E. Leith, Jr.
- 1983: Joanne Simpson
- 1984: Bert Bolin
- 1985: Tiruvalam N. Krishnamurti
- 1986: Douglas K. Lilly
- 1987: Michael Edgeworth McIntyre
- 1988: Brian Hoskins
- 1989: Richard J. Reed
- 1990: Yale Mintz
- 1991: Kikuro Miyakoda
- 1992: Syukuro Manabe
- 1993: John Michael Wallace
- 1994: Jerry Mahlman
- 1995: Chester W. Newton
- 1996: David Atlas
- 1997: Robert E. Dickinson
- 1998: Barry Saltzman
- 1999: Taroh Matsuno
- 2000: Susan Solomon
- 2001: James R. Holton
- 2002: V. Ramanathan
- 2003: Keith Browning
- 2004: Peter J. Webster
- 2005: Jagadish Shukla
- 2006: Robert A. Houze
- 2007: Kerry Emanuel
- 2008: Isaac M. Held
- 2009: James Hansen
- 2010: Tim Palmer
- 2011: Joseph B. Klemp
- 2012: John C. Wyngaard
- 2013: Dennis L. Hartmann
- 2014: Owen Brian Toon
- 2015: Bin Wang
- 2016: Edward J. Zipser
- 2017: Richard Rotunno
- 2018: Kuo-Nan Liou